# نیروگاه آندریا پالادیو
نیروگاه حرارتی آندریا پالادیو (به ایتالیایی: Centrale termoelettrica Andrea Palladio) معروف به نیروگاه فوسینا (ایتالیا، استان ونیز، در منطقه صنعتی شماره دو در شهرک Fusina، تأسیس ۱۹۶۰)، یکی از نیروگاه‌های کشور ایتالیا متعلق به شرکت انل با ظرفیت تولید ۱۲۴۰ مگاوات که شامل ۶ واحد است.
واحد اول ۱۶۵ مگاواتی، واحد دوم ۱۷۱ مگاواتی، واحدهای سوم و چهارم ۳۳۰ مگاواتی و واحد پنجم یک واحد قدیمی ۱۶۰ مگاواتی است. واحد ششم ۱۲ مگاواتی، سیکل ترکیبی توربین گازی است.
واحدهای ۱ و ۲ ساخت انجمن برق سابق دریای آدریاتیک و واحد ۵ ساخت شرکت مونتکاتینی در سال ۱۹۶۰ و واحدهای ۳ و ۴ ساخته شرکت انل در سال ۱۹۷۰ ساخته شدند.

## سوخت واحدها
سوخت واحدهای اول و دوم، گاز طبیعی، زغال سنگ، نفت سنگین یا گازوئیل (نفت گاز) است.
سوخت واحدهای سوم و چهارم، ترکیبی از سوخت حاصل از پسماند پالایشگاه (CDR) و زغال سنگ و  یا ترکیبی از کربن با سوخت حاصل از پسماند که به اختصار OCD گویند و گازوئیل (نفت گاز) است. پسماندها در یک کارخانه خرد شده و با زغال سنگ ترکیب و به محفظه احتراق فرستاده می‌شوند.
با توجه به هزینه بالای سوخت و آلودگی محیط زیست از OCD استفاده می‌شود.

## واحد ششم
واحد ششم نیروگاه ۱۲ مگاواتی است که از نوع سیکل ترکیبی توربین گاز با سوخت هیدروژن است که می‌تواند با گاز طبیعی یا مخلوطی از هیدروژن و متان عمل کند. گازهای خروجی از این واحد را می‌توان در یک بویلر بازیافت حرارت HRSG به واحد چهارم داد و از این طریق افزایش عملکرد کلی واحد ششم را به حدود ۱۶ مگاوات رساند. گاز هیدروژنِ اضافی تولید شده از پتروشیمی که از فرایند تولید کلر قلیایی بدست می‌آید و در صورتی که مصرف نشود در مشعل گازی، سوزانده می‌شود.